# 현명운
본관은 연주(延州). 자는 덕경(德卿). 조선말기-대한제국시대의 관료. 동래(東萊) 감리(監理) 겸 정3품 동래 부윤(府尹)(현 부산광역시장)을 역임하였으며, 종2품 가선대부 (嘉善大夫)를 추서받았다.
현명운은 1843년 한성부(漢城府)에서, 상통사(上通事), 사역원 판관(司譯院判官)을 지낸 정2품 자헌대부(資憲大夫) 현학주(玄學周)와, 사과(司果)를 지낸 이정헌(李廷華)의 딸인 정경부인 (貞敬夫人) 전주이씨(全州 李氏)의  3남으로 출생하였다. 그의 조부는 정2품 정헌대부(正憲大夫) 현한민(玄漢敏)이다. 현명운은 효령대군의 부마이자 조선 중종 때 도승지 및 형조판서를 지낸 현석규(玄錫圭)의 15대손으로서, 그의 8대조부터는 역과에 급제하여 계속 당상관(정3품이상)을 배출하였다. 그의 가문은 조선 중기 이후부터 역관직을 실질적으로 세습하면서 전주 이씨, 남양 홍씨와 함께 가장 많은 역관을 배출하였다.
그는 숭정지추(崇政知樞)였던 풍기진씨(豐基秦氏) 진계환(秦繼煥)의 딸과 결혼하였으며, 대한제국 근대화 및 중립외교의 주역이었고 상해 임시정부 평정관(評定官) 을 지낸 고종의 최측근이자 독립운동가였던 현상건(玄尙健, 1875년-1926년)은 그의 장남이고, 국회의원을 지낸 현정주(玄正柱)는 그의 손자이며, 중국의 저명한 동양화가이자 상하이 농공당(農功黨)의 위원이었던 현채미(玄采薇)는 그의 손녀이다.

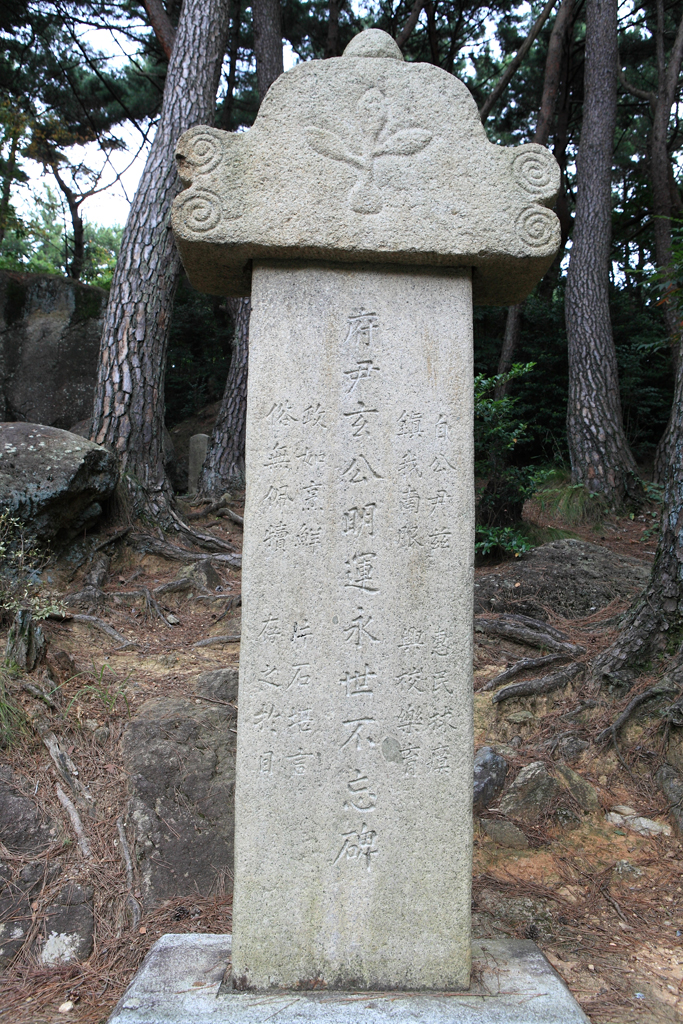
현명운 영세불망비(玄明運永世不忘碑): 현재 부산광역시 동래구 온천동 소재

그는 19세에 1861년 식년시에 역과 한학(漢學)에 장원(壯元)으로 급제하여 한학 역관으로 관직을 시작하였으며, 전라남도 무안 현감(務安縣監)을 거쳐, 동래(東萊)의 왜관을 감독하던 감리(監理) 겸 정3품 동래 부윤(府尹) (현 부산광역시장)으로 부임하여 재직하던 중 1902년 순직하였고,  종2품 가선대부 (嘉善大夫)를 추서받았다. 그를 기리는 영세불망비(永世不忘碑)가 현재 부산광역시 동래구 온천동에 보존되고 있다.
영세불망비에는 "공이 이곳에 부윤이 되어 우리 남방을 다스리셨네/ 백성에게 은혜로워 폐단을 구해 주고/ 학교를 일으키고 육성하기 즐기셨다네/ 정사는 생선 삶듯 조심하셔서/ 사나운 풍속 사라졌네/ 이 조그만 돌이 말해 줄 것이니/ 눈에 새겨 둘지어다[自公尹玆 鎭我南服 惠民捄瘼 興校樂育 政如烹鮮 俗無佩犢 片石堪言 存之於目]”라고 적혀 있다."
또한 그가 재직 중 학교를 흥기시킨 것을 기억하고자 세운 흥학비(興學碑)가 현재 동래구 명륜동 동래 향교앞에 보존되어 있다.

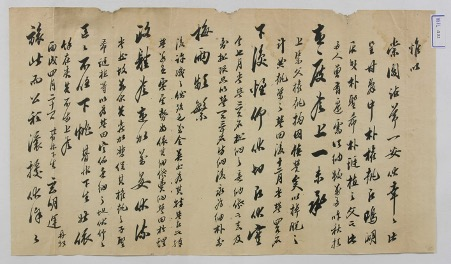
현명운의 친필 서신. 한국국학진흥원보존

그는 재직중 경부철도 건립을 추진하기 위한 '부산토목합자회사 (釜山土木合資會社)'를 비롯해 '한일공업조(韓日工業組)', '경부철도경상회사 (京釜鐵道慶尙會社)'등의 건설회사를 민관 합작으로 설립하여 대한제국의 근대화에 기여하였다.